# Зиемерская волость
Зиемерская волость (латыш. Ziemera pagasts) — одна из шестнадцати территориальных единиц Алуксненского края Латвии. Находится на севере края. Граничит с городом Алуксне, Маркалненской, Алсвикской, Яунлайценской и Вецлайценской волостями своего края, а также с эстонской волостью Хааньямаа (раньше Миссо и Хаанья).
Крупнейшими населёнными пунктами волости являются сёла: Маринькалнс (волостной центр), Венгерски, Зиемери, Блумьи, Гобас, Биранти, Гарожи, Григули, Ратениеки, Стамери, Страутини, Шкерсти, Шлюкумс.
В селе Зиемери находятся сохранившиеся постройки бывшей Зиемерской усадьбы.
По территории волости протекают реки: Дуньупите и Вайдава. Крупные водоёмы: озёра Алукснес, Мурата и Вайдавас.

## История
В 1935 году в Зиемерской волости Валкского уезда проживало 1630 жителей на площади 94,3 км².
В 1945 году в Зиемерской волости были созданы Маринькалнский и Зиемерский сельские советы (в 1946—1949 годах в составе Алуксненского уезда). После отмены в 1949 году волостного деления Зиемерский сельсовет входил поочерёдно в состав Алуксненского (1949—1962, 1967—2009) и Гулбенского (1962—1967) районов.
В 1954 году к территории Зиемерского сельсовета был присоединён ликвидированный Маринькалнский сельсовет. В 1958 году совхоз «Алуксне» Зиемерского сельсовета был переподчинён Маркалнскому сельсовету. В 1961 году к Зиемерскому сельсовету была присоединена территория колхоза «Страуме» Алуксненского сельсовета. В 1977 году часть территории Зиемерского сельсовета была присоединена к городу Алуксне.
В 1990 году Зиемерский сельсовет был реорганизован в волость. В 2009 году, по окончании латвийской административно-территориальной реформы, Зиемерская волость вошла в состав Алуксненского края.